# Meseberg (Niedere Börde)
Meseberg ist ein Ortsteil der Einheitsgemeinde Niedere Börde im Landkreis Börde in Sachsen-Anhalt.

## Geschichte

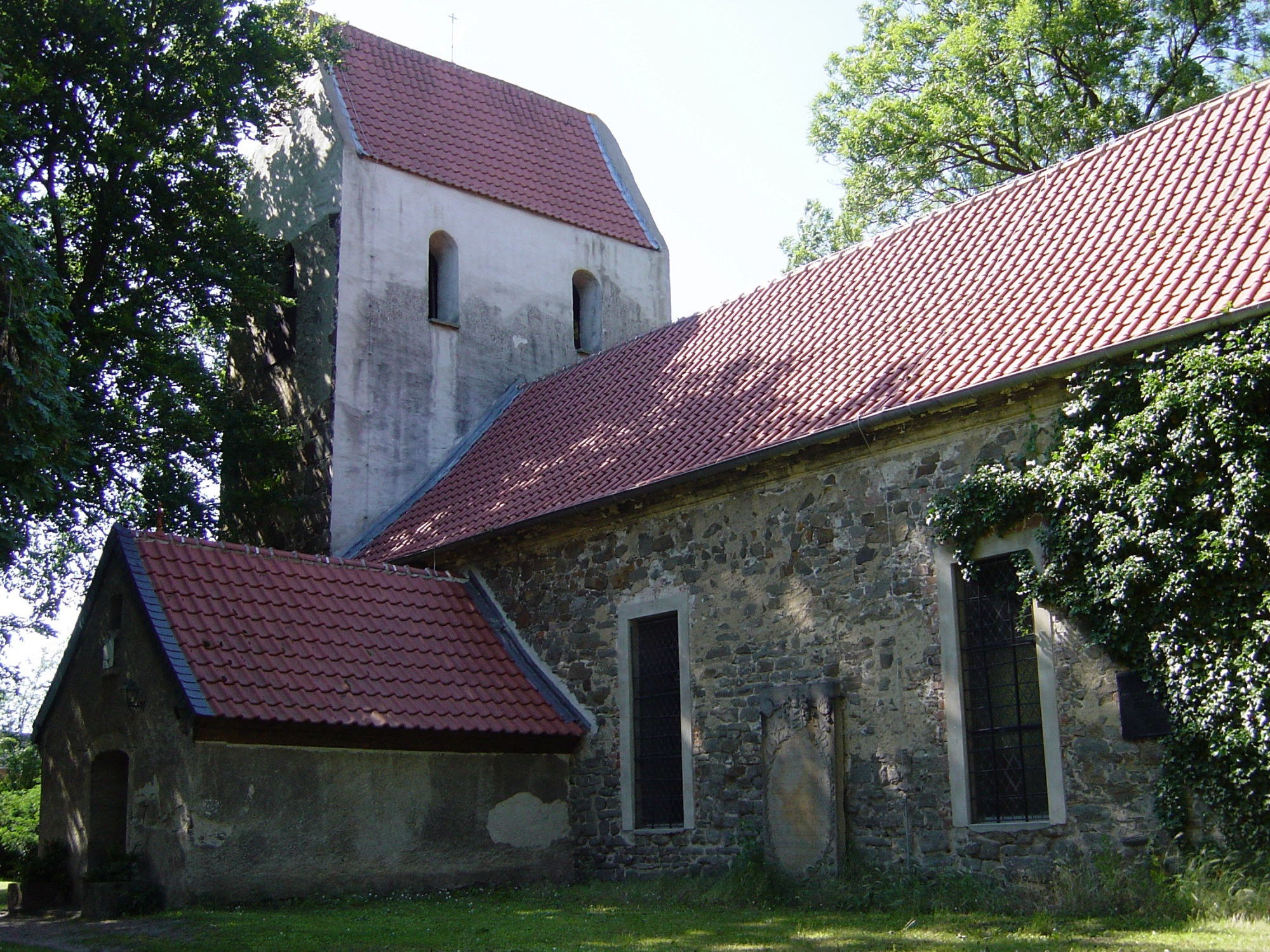
Evangelische Kirche St. Laurentius in Meseberg

Der romanische Vorgängerbau der heutigen Laurentiuskirche brannte im Jahr 1743 nieder. Meseberg wurde am 1. Januar 2004 durch den freiwilligen Zusammenschluss mit sieben weiteren Gemeinden in die neugebildete Einheitsgemeinde Niedere Börde eingegliedert.

## Politik

### Wappen
Das Wappen wurde am 13. Januar 1997 durch das Regierungspräsidium Magdeburg genehmigt.
Blasonierung: „In Rot eine schräg liegende silberne Leiter mit fünf Sprossen, beseitet von je einer steigenden silbernen Ähre.“
Die Gemeindefarben sind Silber (Weiß) - Rot.
Der Gründer von Meseberg war im Jahre 1040 Ekbert von Herbike und Meseberge. Im Familienwappen der Gründerfamilie befand sich eine Leiter. Mit der Leiter im Gemeindewappen möchten die Meseberger an die Gründer des Ortes erinnern. Die Ähren sollen auf die landwirtschaftlichen Traditionen der Gemeinde aufmerksam machen.

## Persönlichkeiten
- Johann Heinrich Schröder (1666–1699), evangelischer Pfarrer und Kirchenlieddichter.